# Dendrochirus biocellatus

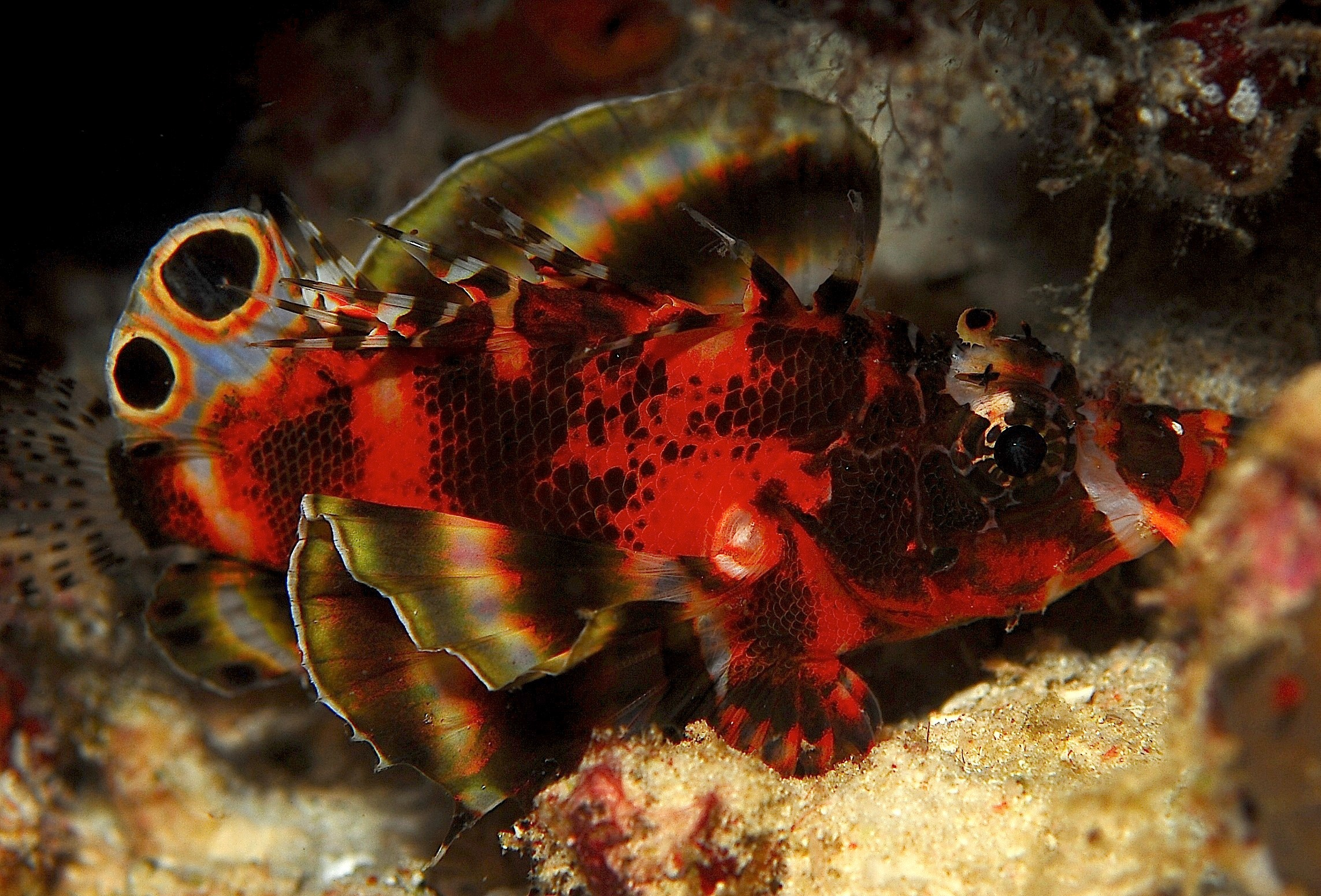
Dendrochirus biocellatus on s'observen els dos "ulls" falsos

Dendrochirus biocellatus és una espècie de peix pertanyent a la família dels escorpènids.

## Descripció
- Fa 13 cm de llargària màxima.
- Té espines verinoses.[3]

## Hàbitat
És un peix marí, associat als esculls de corall i de clima tropical (32°N-18°S) que viu entre 1-40 m de fondària.

## Distribució geogràfica
Es troba des de Maurici, la Reunió, les Maldives i Sri Lanka fins a les illes de la Societat i el sud del Japó.

## Costums
És nocturn i durant el dia roman fora de la vista refugiat dins de coves i porífers.

## Observacions
És verinós per als humans.